# Almirante Tamandaré do Sul
Almirante Tamandaré do Sul este un oraș în Rio Grande do Sul (RS), Brazilia.